# Chascanum hyderabadense
Chascanum hyderabadense là một loài thực vật có hoa trong họ Cỏ roi ngựa. Loài này được (Walp.) Moldenke mô tả khoa học đầu tiên năm 1934.